# Alan McCormack
Alan McCormack (né le 10 janvier 1984 à Dublin) est un footballeur irlandais évoluant au poste de milieu de terrain à Southend United.

## Biographie
Alan McCormack joue 24 matchs en première division écossaise avec le club de Motherwell.
Le 1er juillet 2017 il rejoint Luton Town.
Le 5 juin 2019, il rejoint Northampton Town.
Le 17 septembre 2020, il rejoint Southend United

## Palmarès
- Champion de Football League Two (D4) en 2012 avec Swindon Town
- Vice-champion de Football League One (D3) en 2014 avec Brentford
- Finaliste du Football League Trophy en 2012 avec Swindon Town
- Vice-champion du Football League Two (D4) en 2018 avec Luton Town.
- Champion du Football League One (D3 anglaise) avec Luton Town en 2019.